# Metamorphosis (álbum de Papa Roach)
Metamorphosis é o sexto álbum de estúdio da banda estado-unidense de rock alternativo Papa Roach, lançado a 24 de Março de 2009.
O primeiro single do álbum é "Hollywood Whore" lançado em 28 de Outubro de 2008. O segundo single é "Lifeline" lançado no dia 9 de Janeiro de 2009. O terceiro single é "I Almost Told You That I Loved You", lançado no dia 1 de Junho de 2009.
O disco era para se chamar inicialmente Days of War, Nights of Love.

## Faixas
| N.º | Título                               | Duração |  |
| 1.  | "Days of War"                        | 1:25    |  |
| 2.  | "Change or Die"                      | 3:19    |  |
| 3.  | "Hollywood Whore"                    | 3:56    |  |
| 4.  | "I Almost Told You That I Loved You" | 3:12    |  |
| 5.  | "Lifeline"                           | 4:18    |  |
| 6.  | "Had Enough"                         | 4:02    |  |
| 7.  | "Live This Down"                     | 3:36    |  |
| 8.  | "March Out of the Darkness"          | 4:22    |  |
| 9.  | "Into the Light"                     | 3:28    |  |
| 10. | "Carry Me"                           | 4:26    |  |
| 11. | "Nights of Love"                     | 5:16    |  |
| 12. | "State of Emergency"                 | 5:00    |  |

### ExclusivoiTunes
| N.º | Título                           | Duração |  |
| 13. | "Lifeline" (Live from Crüe Fest) | 4:08    |  |

## Créditos
- Tobin Esperance — Baixo, Vocal de apoio
- Jerry Horton — Guitarra, Vocal de apoio
- Jacoby Shaddix — Vocal
- Tony Palermo — Bateria, Percussão, Vocal de apoio